# El Dúo de la Historia vol. I
Az El Dúo de la Historia Volume I egy 2009-es válogatásalbum Wisin & Yandel régebbi számaiból. Az albumon Wibal & Alexnek és Kaltrinak is van 2-2 száma.

## Számlista
| #   | Cím                                    | Hossz |
| --- | -------------------------------------- | ----- |
| 1.  | Intro                                  | 1:12  |
| 2.  | La Mata                                | 3:31  |
| 3.  | Me Vuelve Loco                         | 3:36  |
| 4.  | Gata                                   | 2:17  |
| 5.  | Mírala (featuring Baby Ranks & Divino) | 2:59  |
| 6.  | Yo Te Vi                               | 2:48  |
| 7.  | Fua                                    | 3:32  |
| 8.  | Hoy Estoy Aquí                         | 3:25  |
| 9.  | A Lo Loco                              | 1:34  |
| 10. | No Sé                                  | 2:27  |
| 11. | Entrégate Előadó: Wibal & Alex         | 3:28  |
| 12. | Dale Mai Előadó: Kaltri                | 3:16  |
| 13. | Matando La Liga Előadó: Wibal & Alex   | 2:39  |
| 14. | No Ha Sido Fácil Előadó: Kaltri        | 3:39  |